# Krottensee (Gmunden)
Der Krottensee ist ein Toteissee im Stadtgebiet von Gmunden. Der Krottensee ist ein eutropher Klarwassersee mit umfangreichen Verlandungsbeständen. Aufgrund seiner vielfältigen Flora wurde der See 1980 als Naturdenkmal (Listeneintrag) ausgewiesen.

## Etymologie
Der Name leitet sich von Krot (Kröte) her. Im Franziscäischen Kataster wird Krottenseer,
vermutlich der Hausname eines landwirtschaftlichen Anwesens, im Nordosten des heutigen Naturdenkmales, vermerkt.

## Lage
Der See befindet sich im Ortsteil Traundorf (KG Schlagen) zwischen der Krottenseestraße und dem Schloss Cumberland und ist ein Teil des Cumberland-Schlossparks. Er weist eine Tiefe von maximal 2 Metern auf. Darunter befindet sich eine bis zu 5 m mächtige Faulschlammschicht.

## Geschichte und Nutzung
In der Hallstattzeit wurden in der Umgebung des Krottensees Menschen in Brandgräbern bestattet. Im Mittelalter stand das Gewässer als Löschwasser-Reservoir zur Verfügung, im 19. Jahrhundert wurde das Krottenseegebiet als Streuwiese benutzt. Ab den 1950er-Jahren kam es zu Aufschüttungen und Müllablagerungen. Das gänzliche Zuschütten oder gezielte Austrocknen des Sees wurde schlussendlich aus finanziellen Gründen und durch Idealisten verhindert. Der See wird ab 1996 in kleineren, lokal begrenzten Bereichen alle drei bis fünf Jahre vorsichtig revitalisiert. Durch die lang andauernde Hitzeperiode im Sommer 2018 war der See fast ausgetrocknet. Der Wasserstand hat sich 2019 wieder normalisiert.
Unterhalb von Schloss Cumberland verläuft ein kurzer Weg mit Schautafeln, von dem ein guter Blick insbesondere auf den sogenannten Nordgraben des Krottensees (siehe Foto) besteht.

## Die Insel
Der schönste und zugleich sensibelste Teil des Krottensee ist seine Insel, für die ein absolutes Betretungsverbot besteht. Sie weist eine einmalige Vegetation auf.

## Morphologie
Der Krottensee füllt ein Toteisloch innerhalb der Endmoräne des Traunseegletschers der Würm-Kaltzeit. Die Fläche des Sees beträgt etwa 3,5 ha. Davon werden 0,7 ha von offener Wasserfläche eingenommen. Den größten Anteil bedeckt ein bewaldeter Schwingrasen, der von einem 1 bis 5 m schmalen, grabenartigen und teilweise verlandeten Stillgewässer umschlossen ist und daher eine Insel bildet. Der See hat keine oberflächlichen Zubringer oder Abflüsse.

## Vegetation
Der Krottensee zeichnet sich durch unterschiedliche Lebensraum-Typen aus (Schwingrasen mit Moorwald, freie Wasserfläche und ihre Verlandungssümpfe, Laubwald), in denen seltene Pflanzen wachsen, wie etwa Rundblättriger Sonnentau (Drosera rotundiflora), Sumpf-Blutauge (Comarum palustre) und Schmalblättrige Lorbeerrose (Kalmia angustiflolia). Daneben sind bis 23 Moosarten und 250 Pilzarten zu finden.